# Anne Pauzé
Pour les articles homonymes, voir Pauzé.
Anne Pauzé est une actrice québécoise.

## Biographie
Anne Pauzé était diplômée du Conservatoire d'art dramatique de Montréal, promotion 1964.
Elle est morte le 10 février 2015 à l'âge de 72 ans, à Joliette.

## Parcours professionnel
Anne Pauzé a été diplômée du Conservatoire d’art dramatique de Montréal en 1964. Outre Rue des Pignons et Les Belles Histoires des pays d'en haut, il a été possible de la voir dans les feuilletons télévisés Jean-Roch Coignet, Double-sens, L’Exil, Le Clan Beaulieu et le feuilleton Laurier.

## Filmographie
- 1966 : Rue des Pignons (série télévisée) : Denise Jarry
- 1969 : Jean-Roch Coignet, feuilleton télévisé de Claude-Jean Bonnardot : Louison
- 1969-1970 : Les Belles Histoires des pays d'en haut (série télévisée) : Mathilde
- 1971 : Double-sens : Sylvie Servat, Marie Dunan
- 1972 : L'Exil : Lise
- 1978 : Le Clan Beaulieu (série télévisée) : Jeannie Dauphin
- 1984 : Laurier (feuilleton TV)